# Aichi M6A
Die Aichi M6A Seiran (jap. 晴嵐, dt. „Gebirgsdunst“ mit „sei“ = klarer Himmel, „ran“ = Sturm auch „Sturm aus heiterem Himmel“) war ein japanisches Flugzeug aus der Zeit des Zweiten Weltkriegs. Die Werksbezeichnung lautete AM-24.

## Entwicklung
Die M6A war ein Tiefdecker mit zwei abwerfbaren zentralen Schwimmern unter dem Rumpf als U-Boot-gestützter Sturzbomber (M6A1), der nach Abwurf der Schwimmer eine Bauchlandung durchführen konnte. Später wurde eine Version mit einem einziehbaren Fahrwerk als landgestütztes Übungsflugzeug oder Sturzbomber konstruiert, die nach dem Start vom U-Boot an Land landen sollte (M6A1-K Nanzan („Südlicher Berg“)). Von Oktober 1943 bis Juli 1945 wurden 28 M6A1 gebaut, davon waren zwei M6A1-K.
Auffällig ist die elegante stromlinienförmige Rumpfform. Um das Flugzeug in Hangars auf einem U-Boot unterbringen zu können, waren die Tragflächen nach hinten seitlich anklappbar, das Höhenleitwerk konnte zum Großteil nach unten und die Oberkante des Seitenleitwerks zur Seite geklappt werden. Die Schwimmer sollten erst kurz vor dem Einsatz montiert werden. Für dieses Flugzeug wurde kein alliierter Codename vergeben, da dem amerikanischen Geheimdienst die Existenz des Flugzeugs bis zum Kriegsende verborgen blieb.
Die M6A1 wurde durch einen flüssigkeitsgekühlten V-12-Flugmotor Aichi AE1P Atsuta 30 angetrieben, eine in Lizenz hergestellte Version des Daimler-Benz DB 601 mit einer Startleistung von 1100 PS.
Ursprünglich sollte die Seiran von großen U-Booten der Typen Sen-Toku- und AM-Klasse eingesetzt werden. So gab es Pläne, mit den Maschinen den Panamakanal anzugreifen, um ihn unpassierbar zu machen. Diese Pläne wurden jedoch aufgrund der Kriegslage beim Stapellauf des ersten Sen-Toku-U-Bootes 1944 gestrichen. Eine M6A1 blieb erhalten und gehört heute dem National Air and Space Museum in Washington, D.C.

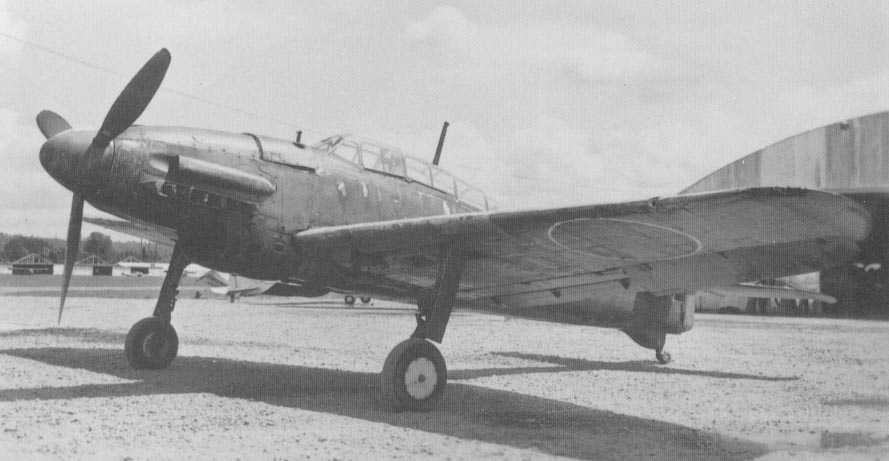
Aichi M6A1-K Nanzan auf einem Flugplatz

## Technische Daten

Dreiseitenriss der M6A1

| Kenngröße             | Daten Aichi M6A1                                                                                          |
| --------------------- | --- |
| Besatzung             | 2 |
| Länge                 | 11,64 m                                                                                                   |
| Spannweite            | 12,27 m                                                                                                   |
| Höhe                  | 4,58 m |
| Flügelfläche          | 27,0 m²                                                                                                   |
| Flügelstreckung       | 5,6 |
| Leermasse             | 3301 kg                                                                                                   |
| max. Startmasse       | 4445 kg                                                                                                   |
| Antrieb               | ein Aichi AE1P Atsuta 32 mit 1044 kW (1400 PS) (Atsuta 30/31 bei den Prototypen (1100 PS))                |
| Höchstgeschwindigkeit | 474 km/h                                                                                                  |
| Dienstgipfelhöhe      | 9900 m |
| Reichweite            | 1190 km                                                                                                   |
| Bewaffnung            | ein bewegliches 13-mm-MG Typ 2 im hinteren Cockpit zwei 250-kg-Bomben oder eine 800-kg- bzw. 850-kg-Bombe |